# Élections législatives de 1936 dans la Haute-Garonne
Les élections législatives françaises de 1936 ont lieu les 26 avril et 3 mai.

## Élus
|   | Circonscription | Député sortant     |  | Groupe parlementaire                                     | Député élu      |  | Groupe parlementaire                      |
| - | --------------- | ------------------ |  | -------------------------------------------------------- | --------------- |  | ----------------------------------------- |
| 1 | Muret           | Vincent Auriol     |  | Parti socialiste                                         | Vincent Auriol  |  | Socialiste                                |
| 2 | Saint-Gaudens   | Hippolyte Ducos    |  | Républicain radical et radical-socialiste                | Hippolyte Ducos |  | Républicain radical et radical-socialiste |
| 3 | 1re de Toulouse | Albert Bedouce     |  | Parti socialiste                                         | Albert Bedouce  |  | Socialiste                                |
| 4 | 2e de Toulouse  | Jean Rieux         |  | Parti socialiste français & Parti républicain-socialiste | Émile Berlia    |  | Socialiste                                |
| 5 | 3e de Toulouse  | Jean-Baptiste Amat |  | Républicain radical et radical-socialiste                | André David     |  | Socialiste                                |
| 6 | Villefranche    | Henri Auriol       |  | Centre républicain                                       | Ernest Esparbès |  | Socialiste                                |

## Résultats à l'échelle du département
| Partis         | Partis                                          | Premier tour | Premier tour | Deuxième tour | Deuxième tour | Sièges |
| Partis         | Partis                                          | Voix         | %            | Voix          | %             | Sièges |
| -------------- | ----------------------------------------------- | ------------ | ------------ | ------------- | ------------- | ------ |
|                | Section française de l'Internationale ouvrière  | 53 467       | 49,76        | 23 265        | 51,09         | 5      |
|                | Parti républicain radical et radical-socialiste | 30 105       | 28,02        | 17 026        | 37,39         | 1      |
|                | Parti communiste-SFIC                           | 8 483        | 7,90         |               |               | 0      |
|                | Radical indépendant                             | 5 652        | 5,26         | 0             |               |        |
|                | Fédération républicaine                         | 4 136        | 3,85         | 4 802         | 10,54         | 0      |
|                | Parti agraire et paysan français                | 1 945        | 1,81         |               |               | 0      |
|                | Républicain indépendant                         | 1 706        | 1,59         | 0             |               |        |
|                | Divers                                          | 1 103        | 1,03         | 446           | 0,98          | 0      |
|                | Jeune république                                | 850          | 0,79         |               |               | 0      |
|                |                                                 |              |              |               |               |        |
| Inscrits       | Inscrits                                        | 134 493      | 100,00       | 54 583        | 100,00        | 6      |
| Votants        | Votants                                         | 110 973      | 82,51        | 46 762        | 85,67         |        |
| Abstentions    | Abstentions                                     | 23 520       | 17,49        | 7 821         | 14,33         |        |
| Blancs et nuls | Blancs et nuls                                  | 3 526        | 3,18         | 1 223         | 2,62          |        |
| Exprimés       | Exprimés                                        | 107 447      | 96,82        | 45 539        | 97,38         |        |

## Résultats par arrondissement

### Arrondissement de Muret
| Candidats      | Candidats      | Étiquette           | Premier tour | Premier tour |
| Candidats      | Candidats      | Étiquette           | Voix         | %            |
| -------------- | -------------- | ------------------- | ------------ | ------------ |
|                | Vincent Auriol | SFIO                | 10 327       | 62,60        |
|                | Gissot         | Radical indépendant | 4 350        | 26,37        |
|                | Fournial       | PC-SFIC             | 1 820        | 11,03        |
|                |                |                     |              |              |
| Inscrits       | Inscrits       | Inscrits            | 20 391       | 100,00       |
| Votants        | Votants        | Votants             | 17 151       | 84,11        |
| Abstention     | Abstention     | Abstention          | 3 240        | 15,89        |
| Blancs et nuls | Blancs et nuls | Blancs et nuls      | 654          | 3,81         |
| Exprimés       | Exprimés       | Exprimés            | 16 497       | 96,19        |

### Arrondissement de Saint-Gaudens
| Candidats      | Candidats       | Étiquette           | Premier tour | Premier tour | Deuxième tour | Deuxième tour |
| Candidats      | Candidats       | Étiquette           | Voix         | %            | Voix          | %             |
| -------------- | --------------- | ------------------- | ------------ | ------------ | ------------- | ------------- |
|                | Hippolyte Ducos | PRRRS               | 10 614       | 47,56        | 11 867        | 50,79         |
|                | Lucien Labatut  | SFIO                | 9 820        | 44,00        | 11 215        | 48,00         |
|                | Saucet          | Radical indépendant | 1 302        | 5,83         |               |               |
|                | Mauret          | PC-SFIC             | 567          | 2,54         |               |               |
|                | Divers          | Divers              | 16           | 0,07         | 282           | 1,21          |
|                |                 |                     |              |              |               |               |
| Inscrits       | Inscrits        | Inscrits            | 28 402       | 100,00       | 28 390        | 100,00        |
| Votants        | Votants         | Votants             | 22 914       | 80,68        | 23 671        | 83,38         |
| Abstention     | Abstention      | Abstention          | 5 488        | 19,32        | 4 719         | 16,62         |
| Blancs et nuls | Blancs et nuls  | Blancs et nuls      | 595          | 2,60         | 307           | 1,30          |
| Exprimés       | Exprimés        | Exprimés            | 22 319       | 97,40        | 23 364        | 98,70         |

### Arrondissement de Toulouse

#### 1recirconscription
| Candidats      | Candidats      | Étiquette      | Premier tour | Premier tour |
| Candidats      | Candidats      | Étiquette      | Voix         | %            |
| -------------- | -------------- | -------------- | ------------ | ------------ |
|                | Albert Bedouce | SFIO           | 12 495       | 53,07        |
|                | Galaman        | PRRRS          | 6 214        | 26,39        |
|                | Craste         | PC-SFIC        | 2 937        | 12,48        |
|                | Teychené       | Divers         | 1 046        | 4,44         |
|                | Duclos         | JR             | 850          | 3,61         |
|                | Divers         | Divers         | 1            | 0,00         |
|                |                |                |              |              |
| Inscrits       | Inscrits       | Inscrits       | 30 426       | 100,00       |
| Votants        | Votants        | Votants        | 24 224       | 79,62        |
| Abstention     | Abstention     | Abstention     | 6 202        | 20,38        |
| Blancs et nuls | Blancs et nuls | Blancs et nuls | 681          | 2,81         |
| Exprimés       | Exprimés       | Exprimés       | 23 543       | 97,19        |

#### 2ecirconscription
| Candidats      | Candidats      | Étiquette      | Premier tour | Premier tour |
| Candidats      | Candidats      | Étiquette      | Voix         | %            |
| -------------- | -------------- | -------------- | ------------ | ------------ |
|                | Émile Berlia   | SFIO           | 12 625       | 55,86        |
|                | Montagné       | PRRRS          | 7 318        | 32,38        |
|                | Touzet         | PC-SFIC        | 2 654        | 11,74        |
|                | Divers         | Divers         | 4            | 0,02         |
|                |                |                |              |              |
| Inscrits       | Inscrits       | Inscrits       | 29 102       | 100,00       |
| Votants        | Votants        | Votants        | 23 555       | 80,94        |
| Abstention     | Abstention     | Abstention     | 5 547        | 19,06        |
| Blancs et nuls | Blancs et nuls | Blancs et nuls | 954          | 4,05         |
| Exprimés       | Exprimés       | Exprimés       | 22 601       | 95,95        |

#### 3ecirconscription
| Candidats      | Candidats          | Étiquette               | Premier tour | Premier tour | Deuxième tour | Deuxième tour |
| Candidats      | Candidats          | Étiquette               | Voix         | %            | Voix          | %             |
| -------------- | ------------------ | ----------------------- | ------------ | ------------ | ------------- | ------------- |
|                | André David        | SFIO                    | 4 064        | 35,72        | 5 723         | 52,06         |
|                | Jean-Baptiste Amat | PRRRS                   | 3 272        | 28,76        | 5 159         | 46,93         |
|                | Peyranne           | PAPF                    | 1 945        | 17,10        | Retrait       | Retrait       |
|                | Decazes            | Républicain indépendant | 1 706        | 15,00        | Retrait       | Retrait       |
|                | Anglas             | PC-SFIC                 | 388          | 3,41         | Retrait       | Retrait       |
|                | Divers             | Divers                  | 1            | 0,01         | 112           | 1,02          |
|                |                    |                         |              |              |               |               |
| Inscrits       | Inscrits           | Inscrits                | 13 492       | 100,00       | 13 493        | 100,00        |
| Votants        | Votants            | Votants                 | 11 680       | 86,57        | 11 580        | 85,82         |
| Abstention     | Abstention         | Abstention              | 1 812        | 13,43        | 1 913         | 14,18         |
| Blancs et nuls | Blancs et nuls     | Blancs et nuls          | 304          | 2,60         | 586           | 5,06          |
| Exprimés       | Exprimés           | Exprimés                | 11 376       | 97,40        | 10 994        | 94,94         |

### Arrondissement de Villefranche
| Candidats      | Candidats       | Étiquette      | Premier tour | Premier tour | Deuxième tour | Deuxième tour |
| Candidats      | Candidats       | Étiquette      | Voix         | %            | Voix          | %             |
| -------------- | --------------- | -------------- | ------------ | ------------ | ------------- | ------------- |
|                | Ernest Esparbès | SFIO           | 4 136        | 37,22        | 6 327         | 56,59         |
|                | Peille          | FR             | 4 136        | 37,22        | 4 802         | 42,95         |
|                | Carrère         | PRRRS          | 2 687        | 24,18        | Retrait       | Retrait       |
|                | Balusson        | PC-SFIC        | 117          | 1,05         | Retrait       | Retrait       |
|                | Divers          | Divers         | 35           | 0,32         | 52            | 0,47          |
|                |                 |                |              |              |               |               |
| Inscrits       | Inscrits        | Inscrits       | 12 680       | 100,00       | 12 700        | 100,00        |
| Votants        | Votants         | Votants        | 11 449       | 90,29        | 11 511        | 90,64         |
| Abstention     | Abstention      | Abstention     | 1 231        | 9,71         | 1 189         | 9,36          |
| Blancs et nuls | Blancs et nuls  | Blancs et nuls | 338          | 2,95         | 330           | 2,87          |
| Exprimés       | Exprimés        | Exprimés       | 11 111       | 97,05        | 11 181        | 97,13         |